# Mayottebrilvogel
De mayottebrilvogel (Zosterops mayottensis) is een zangvogel uit de familie Zosteropidae (brilvogels).

## Verspreiding en leefgebied
Deze soort is endemisch op het eiland Mayotte in de Afrikaanse eilandengroep Comoren.

## Status
De grootte van de populatie is niet gekwantificeerd maar de soort wordt omschreven als algemeen tot vrij algemeen. Op de Rode lijst van de IUCN heeft deze soort de status niet bedreigd.